# NGC 6024
NGC 6024 este o galaxie eliptică situată în constelația Dragonul. A fost descoperită în 28 iunie 1886 de către Lewis A. Swift.